# Marche ou crève (album)
 (décembre 2016).
Si vous disposez d'ouvrages ou d'articles de référence ou si vous connaissez des sites web de qualité traitant du thème abordé ici, merci de compléter l'article en donnant les références utiles à sa vérifiabilité et en les liant à la section « Notes et références ».
Pour les articles homonymes, voir La Grande Illusion (homonymie), Marche ou crève et Savage.
Albums de Trust
Répression
(1980) Trust IV
(1983)
Marche ou crève est le troisième album studio du groupe de rock français Trust sorti en 1981. Une version anglaise est également sortie en 1982 sous le titre Savage. Il est certifié double disque d'or en 1995.
Cet album est une rupture par rapport aux deux premiers, puisque le groupe change de producteur en engageant Tony Platt, de studio en se rendant à Stockholm alors que les deux premiers albums sont enregistrés à Londres, et de son en proposant un son plus brut et plus hard avec plus de guitares et des chansons plus techniques.
À sa sortie, l'album sera un échec relatif puisqu'il se vendra moins que ses prédécesseurs avec 300 000 ventes.

## Liste des morceaux

### Version française
| No  | Titre                    | Auteur                                  | Durée |
| --- | ------------------------ | --------------------------------------- | ----- |
| 1.  | La Grande Illusion       | Bernie Bonvoisin, Norbert Krief         | 5:45  |
| 2.  | Le Sauvage               | Bonvoisin, Krief, Moho Chemlakh         | 3:52  |
| 3.  | Répression               | Bonvoisin, Krief, Chemlakh              | 3:57  |
| 4.  | La Junte                 | Bonvoisin, Krief                        | 4:50  |
| 5.  | Misère                   | Bonvoisin, Krief, Chemlakh              | 3:00  |
| 6.  | Les Brutes               | Bonvoisin, Krief                        | 5:50  |
| 7.  | Certitude... Solitude... | Bonvoisin, Krief                        | 4:00  |
| 8.  | Marche ou crève          | Bonvoisin, Krief, Chemlakh, Yves Brusco | 3:56  |
| 9.  | Les Templiers            | Bonvoisin, Krief                        | 3:12  |
| 10. | Ton dernier acte         | Bonvoisin, Krief                        | 5:12  |

### Version anglaise
| No | Titre                                 | Auteur                                             | Durée |
| -- | ------------------------------------- | -------------------------------------------------- | ----- |
| 1. | The Big Illusion (La grande illusion) | Bonvoisin, Krief, Suzy Glespen, Tony Platt         | 5:44  |
| 2. | The Savage (Le sauvage)               | Bonvoisin, Krief, Chemlakh, Glespen, Platt         | 3:52  |
| 3. | Repression (Répression)               | Bonvoisin, Krief, Chemlakh, Glespen, Platt         | 3:32  |
| 4. | The Junta (La junte)                  | Bonvoisin, Krief, Glespen, Platt                   | 4:50  |
| 5. | Mindless (Les brutes)                 | Bonvoisin, Krief, Glespen, Platt                   | 5:43  |
| 6. | Loneliness (Certitude... Solitude...) | Bonvoisin, Krief, Glespen, Platt                   | 3:59  |
| 7. | Work or Die (Marche ou crève)         | Bonvoisin, Krief, Chemlakh, Brusco, Glespen, Platt | 4:08  |
| 8. | The Crusades (Les templiers)          | Bonvoisin, Krief, Glespen, Platt                   | 3:12  |
| 9. | Your Final Gig (Ton dernier acte)     | Bonvoisin, Krief, Glespen, Platt                   | 5:09  |

## Formation
- Bernie Bonvoisin : chant
- Norbert Krief : guitare
- Moho Chemlakh : guitare
- Yves Brusco : basse
- Nicko McBrain : batterie